# Nürnberger Versicherungscup 2016 - Qualificazioni singolare
Le qualificazioni del singolare del Nürnberger Versicherungscup 2016 sono state un torneo di tennis preliminare per accedere alla fase finale della manifestazione. Le vincitrici dell'ultimo turno sono entrate di diritto nel tabellone principale. In caso di ritiro di una o più giocatrici aventi diritto a queste sono subentrate le lucky loser, ossia le giocatrici che hanno perso nell'ultimo turno ma che avevano una classifica più alta rispetto alle altre partecipanti che avevano comunque perso nel turno finale.

## Teste di serie
1. Kiki Bertens (qualificata)
2. Tatjana Maria (qualificata)
3. İpek Soylu (ultimo turno)
4. Tereza Martincová (ultimo turno)
5. Barbora Krejčíková (qualificata)
6. Elica Kostova (ultimo turno)

1. Myrtille Georges (primo turno)
2. Jovana Jakšić (primo turno)
3. Lu Jiajing (ultimo turno)
4. Laura Pous Tió (primo turno)
5. Cristina Dinu (ultimo turno, Lucky loser)
6. Stephanie Vogt (qualificata)

## Qualificate
1. Kiki Bertens
2. Tatjana Maria
3. Olga Fridman

1. Stephanie Vogt
2. Barbora Krejčíková
3. Marina Mel'nikova

### Lucky loser
1. Cristina Dinu

1. Antonia Lottner

## Tabellone

### Legenda
| - Q = Qualificato - WC = Wild card - LL = Lucky loser | - ALT = Alternate - SE = Special Exempt - PR = Protected Ranking | - w/o = Walkover - r = Ritirato - d = Squalificato |

### Sezione 1
|  | Primo turno | Primo turno     | Primo turno  | Primo turno | Primo turno |  |  | Ultimo turno | Ultimo turno  | Ultimo turno  | Ultimo turno | Ultimo turno |  |
|  |             |                 |              |             |             |  |  |              |               |               |              |              |  |
|  | 1           | Kiki Bertens    | Kiki Bertens | 6           | 6           |  |  |              |               |               |              |              |  |
|  |             | Conny Perrin    | Conny Perrin | 1           | 0           |  |  | 1            | Kiki Bertens  | Kiki Bertens  | 6            | 6            |  |
|  |             | Katarzyna Piter | 3            | 6           | 2           |  |  | 11           | Cristina Dinu | Cristina Dinu | 1            | 3            |  |
|  | 11          | Cristina Dinu   | 6            | 3           | 6           |  |  |              |               |               |              |              |  |

### Sezione 2
|  | Primo turno | Primo turno     | Primo turno   | Primo turno | Primo turno |  |  | Ultimo turno | Ultimo turno    | Ultimo turno    | Ultimo turno | Ultimo turno |  |
|  |             |                 |               |             |             |  |  |              |                 |                 |              |              |  |
|  | 2           | Tatjana Maria   | Tatjana Maria | 6           | 6           |  |  |              |                 |                 |              |              |  |
|  | WC          | Lara Schmidt    | Lara Schmidt  | 1           | 0           |  |  | 2            | Tatjana Maria   | Tatjana Maria   | 7            | 6            |  |
|  | WC          | Antonia Lottner | 4             | 7           | 7           |  |  | WC           | Antonia Lottner | Antonia Lottner | 64           | 4            |  |
|  | 10          | Laura Pous Tió  | 6             | 5           | 63          |  |  |              |                 |                 |              |              |  |

### Sezione 3
|  | Primo turno | Primo turno       | Primo turno       | Primo turno | Primo turno |  |  | Ultimo turno | Ultimo turno | Ultimo turno | Ultimo turno | Ultimo turno |  |
|  |             |                   |                   |             |             |  |  |              |              |              |              |              |  |
|  | 3           | İpek Soylu        | İpek Soylu        | 6           | 6           |  |  |              |              |              |              |              |  |
|  |             | Alexandra Cadanțu | Alexandra Cadanțu | 2           | 3           |  |  | 3            | İpek Soylu   | İpek Soylu   | 65           | 2            |  |
|  |             | Olga Fridman      | Olga Fridman      | 7           | 6           |  |  |              | Olga Fridman | Olga Fridman | 7            | 6            |  |
|  | 8           | Jovana Jakšić     | Jovana Jakšić     | 63          | 4           |  |  |              |              |              |              |              |  |

### Sezione 4
|  | Primo turno | Primo turno             | Primo turno             | Primo turno | Primo turno |  |  | Ultimo turno | Ultimo turno      | Ultimo turno | Ultimo turno | Ultimo turno |  |
|  |             |                         |                         |             |             |  |  |              |                   |              |              |              |  |
|  | 4           | Tereza Martincová       | Tereza Martincová       | 6           | 6           |  |  |              |                   |              |              |              |  |
|  |             | Varatchaya Wongteanchai | Varatchaya Wongteanchai | 2           | 3           |  |  | 4            | Tereza Martincová | 6            | 62           | 1            |  |
|  |             | Jesika Malečková        | 6                       | 68          | 3           |  |  | 12           | Stephanie Vogt    | 1            | 7            | 6            |  |
|  | 12          | Stephanie Vogt          | 4                       | 7           | 6           |  |  |              |                   |              |              |              |  |

### Sezione 5
|  | Primo turno | Primo turno        | Primo turno        | Primo turno | Primo turno |  |  | Ultimo turno | Ultimo turno       | Ultimo turno | Ultimo turno | Ultimo turno |  |
|  |             |                    |                    |             |             |  |  |              |                    |              |              |              |  |
|  | 5           | Barbora Krejčíková | Barbora Krejčíková | 6           | 7           |  |  |              |                    |              |              |              |  |
|  | WC          | Anna Zaja          | Anna Zaja          | 2           | 6           |  |  | 5            | Barbora Krejčíková | 4            | 7            | 6            |  |
|  |             | Başak Eraydın      | Başak Eraydın      | 4           | 1           |  |  | 9            | Lu Jiajing         | 6            | 5            | 2            |  |
|  | 9           | Lu Jiajing         | Lu Jiajing         | 6           | 6           |  |  |              |                    |              |              |              |  |

### Sezione 6
|  | Primo turno | Primo turno       | Primo turno   | Primo turno | Primo turno |  |  | Ultimo turno | Ultimo turno      | Ultimo turno      | Ultimo turno | Ultimo turno |  |
|  |             |                   |               |             |             |  |  |              |                   |                   |              |              |  |
|  | 6           | Elica Kostova     | Elica Kostova | 6           | 6           |  |  |              |                   |                   |              |              |  |
|  | WC          | Lena Rüffer       | Lena Rüffer   | 2           | 2           |  |  | 6            | Elica Kostova     | Elica Kostova     | 3            | 4            |  |
|  |             | Marina Mel'nikova | 6             | 3           | 6           |  |  |              | Marina Mel'nikova | Marina Mel'nikova | 6            | 6            |  |
|  | 7           | Myrtille Georges  | 1             | 6           | 1           |  |  |              |                   |                   |              |              |  |